# Нешънъл Джиографик Уайлд
Нешънъл Джиографик Уайлд (съкратено Nat Geo Wild) е международен научнопопулярен телевизионен канал. Излъчва филми и поредици, свързани с природата.
Разработен е в партньорство между National Geographic Television и Fox Cable Networks Group. За първи път Nat Geo Wild се излъчва в Хонг Конг на 1 януари 2006. Каналът е излъчен в САЩ през 29 март 2010 г. Той е главният конкурент за САЩ на Animal Planet. За момента по света съществуват 7 версии на канала – в Европа, САЩ, Канада, Азия, Африка, Австралия и Южна Америка.